# Bùi Bài Bình
Bùi Bài Bình (sinh ngày 19 tháng 9 năm 1956) là một nam diễn viên điện ảnh Việt Nam. Bùi Bài Bình tham gia điện ảnh từ sớm và đóng khá nhiều phim từ những thập niên đầu tiên, nhưng ông được biết đến nhiều nhất và nổi tiếng với vai ông Hòa trong bộ phim Mùa ổi của đạo diễn Đặng Nhật Minh năm 2000. Vai diễn mang về cho ông một giải Bông Sen Vàng cho Nam diễn viên chính xuất sắc phim truyện điện ảnh năm 2001.

## Cuộc đời
Bùi Bài Bình sinh ngày 19 tháng 9 năm 1956 tại Hà Nội. Năm 1973, ông học khóa 2 của Trường Điện ảnh Việt Nam cùng với Phương Thanh, Hữu Mười, Đặng Việt Bảo và Thanh Quý.
Năm 1975, khi vẫn còn đang học ở trường, ông được chọn tham gia vai diễn đầu tiên (Trác) trong bộ phim Kén rể của đạo diễn Phạm Văn Khoa. Vì có khuôn mặt hiền lành và đậm chất quê, Bùi Bài Bình được các đạo diễn chọn vào vai những anh bộ đội hiền lành, chân chất như phim Bức tường không xây, Khoảnh khắc yên lặng của chiến tranh, Thị trấn yên tĩnh, Lấy nhau vì tình, Sơn ca trong thành phố và Mưa dầm ngõ nhỏ. Năm 2001, Bùi Bài Bình tham gia vai Hòa trong Mùa ổi của đạo diễn Đặng Nhật Minh, bằng chất diễn riêng của mình, ông đã gây ấn tượng mạnh với khán giả lúc bấy giờ và đã nhận được giải Bông Sen cho nam diễn viên chính xuất sắc trong Liên hoan phim Việt Nam lần thứ 13, góp phần đưa bộ phim được giải A tại Giải thưởng Hội Điện ảnh Việt Nam năm 2001. Sau này ông chuyển hướng sang dòng phim truyền hình, vào vai những nhân vật phản diện và tiếp tục gây ấn tượng với khán giả như vị trưởng thôn trong Hương đất, Khuếnh trong Gió làng Kình hay Tòng trong Ma làng. Năm 2012, ông được Nhà nước Việt Nam phong tặng danh hiệu Nghệ sĩ nhân dân.
Năm 2015, Bùi Bài Bình được đạo diễn Vương Đức mời tham gia phim Nhà tiên tri với vai diễn Hồ Chí Minh.

## Đời tư
Bùi Bài Bình kết hôn với diễn viên Ngọc Thu, là diễn viên cùng học khóa 2 Trường Điện ảnh Việt Nam và có hai người con trai.

## Phim tham gia

### Phim điện ảnh
| Năm  | Phim                                 | Vai diễn       | Đạo diễn                       |
| ---- | ------------------------------------ | -------------- | ------------------------------ |
| 1975 | Kén rể                               | Trác           | NSND Phạm Văn Khoa             |
| 1978 | Chom và Sa                           | Bộ đội Cầm     | NSND Phạm Kỳ Nam               |
| 1978 | Từ một cánh rừng                     | Thiện          | NSƯT Đức Hoàn                  |
| 1979 | Những con đường                      | Hùng           | Nông Ích Đạt                   |
| 1980 | Mảnh trăng cuối rừng                 | Lâm            | NSND Lê Thi, NSƯT Nguyễn Kha   |
| 1980 | Đất mẹ                               | Nông Chí Hiếu  | NSND Hải Ninh                  |
| 1982 | Cuộc chia tay mùa hạ                 | Bằng           | Nguyễn Ngọc Trung              |
| 1983 | Khoảnh khắc yên lặng của chiến tranh | Du             | NSƯT Vũ Phạm Từ                |
| 1984 | Đêm miền yên tĩnh                    | Tiến           | NSND Trần Phương               |
| 1985 | Đứng trước biển                      | Hai Tiến       | NSND Trần Phương               |
| 1986 | Thị trấn yên tĩnh                    | Bác sĩ Hào     | NSƯT Lê Đức Tiến               |
| 1987 | Một thời đã sống                     | Việt           | NSƯT Xuân Sơn                  |
| 1988 | Những mảnh đời rừng                  | Hải            | NSND Trần Vũ, Jörg Foth        |
| 1988 | Anh và em                            | Tiến           | NSND Trần Vũ, Nguyễn Hữu Luyện |
| 1989 | Phận đời không muốn nhớ              | Thịnh          | Trần Quốc Huấn                 |
| 1990 | Lấy nhau vì tình                     | Liêm           | NSƯT Hà Văn Trọng              |
| 1991 | Hoàng hôn nhiệt đới                  | Hùng           | NSƯT Trần Trung Nhàn           |
| 1997 | Trưởng ban dân số                    | Trụ            | Trần Trung Nhàn                |
| 2000 | Mùa ổi                               | Hoà            | NSND Đặng Nhật Minh            |
| 2009 | Chơi vơi                             | Dũng           | Bùi Thạc Chuyên                |
| 2010 | Long thành cầm giả ca                | Thùy Trung Hầu | NSND Đào Bá Sơn                |
| 2015 | Nhà tiên tri                         | Hồ Chí Minh    | NSƯT Vương Đức                 |
| 2018 | Người bất tử                         | Thầy Ninh      | Victor Vũ                      |

### Phim truyền hình
| Năm  | Phim                             | Vai diễn                  | Đạo diễn                              | Chú thích         |
| ---- | -------------------------------- | ------------------------- | ------------------------------------- | ----------------- |
| 1995 | Sông Hồng reo                    | Mùi                       | Nguyễn Hữu Luyện, Trần Trung Nhàn     |                   |
| 1996 | Suối Ngàn Lau chảy mãi           | Trung                     | Nguyễn Hinh Anh                       |                   |
| 1997 | Chuyện vặt gia đình              |                           | Trịnh Lê Văn                          |                   |
| 1997 | Ảo ảnh trắng                     | Doãn                      | Việt Bảo                              |                   |
| 1998 | Vòng xoáy cuộc đời               | Hoàng                     |                                       |                   |
|      | Hoa trạng nguyên                 | Viện sĩ Phạm Quang Bách   | Đỗ Chí Hướng                          |                   |
| 2006 | Hương đất                        | Quyết                     |                                       |                   |
| 2007 | Nhà có ba chị em                 | Chủ nhà hàng              | NSƯT Đỗ Thanh Hải                     |                   |
| 2007 | Những mảnh vỡ phù hoa            |                           |                                       |                   |
| 2007 | Những kẻ háo ngọt                |                           |                                       |                   |
| 2007 | Đời người và những chuyến đi     |                           |                                       |                   |
| 2007 | Ngày đó đến bây giờ              |                           |                                       |                   |
| 2007 | Ma làng                          | Tòng                      | NSND Nguyễn Hữu Phần                  |                   |
| 2009 | Khoan nói lời yêu thương         |                           | Phạm Nhuệ Giang                       |                   |
| 2008 | Đầu bếp và đại gia               | Nhân viên phòng đối ngoại | Trịnh Lê Phong                        | kiêm phó đạo diễn |
| 2008 | XU50                             |                           |                                       |                   |
| 2008 | Gió làng Kình                    | Khuếnh                    | Bùi Thọ Thịnh, NSND Nguyễn Hữu Phần   |                   |
| 2012 | Tết siêu tiết kiệm               |                           | Nguyễn Mạnh Hà                        |                   |
| 2013 | Thái sư Trần Thủ Độ              | Tô Trung Từ               | Đào Duy Phúc                          |                   |
| 2015 | Sóng ngầm                        | Ông Cung                  | Nguyễn Mạnh Hà                        |                   |
| 2016 | Chiều ngang qua phố cũ           | Hà                        | Trịnh Lê Phong                        |                   |
| 2017 | Lặng yên dưới vực sâu            | Ông Dìn                   | Đào Duy Phúc                          |                   |
| 2019 | Bến bờ yêu thương                | Ông Cẩn                   | Trần Chí Thành                        |                   |
| 2020 | Cô gái nhà người ta              | Ông Tiền                  | Trịnh Lê Phong, NSƯT Nguyễn Danh Dũng |                   |
| 2020 | Những ngày không quên            | Ông Tiền                  | Trịnh Lê Phong, NSƯT Nguyễn Danh Dũng |                   |
| 2021 | Hương vị tình thân               | Bố Chiến                  | NSƯT Nguyễn Danh Dũng                 |                   |
| 2022 | Anh có phải đàn ông không        | Ông Lý                    | Trịnh Lê Phong                        |                   |
| 2022 | Lối nhỏ vào đời                  | Ông Thành                 | Nguyễn Đức Hiếu & Lê Đỗ Ngọc Linh     |                   |
| 2023 | Gia đình mình vui bất thình lình | Ông Toại                  | Nguyễn Đức Hiếu & Lê Đỗ Ngọc Linh     |                   |
| 2023 | Cuộc chiến không giới tuyến      | Thầy Lang Tâm             | NSƯT Nguyễn Danh Dũng                 |                   |
| 2024 | Trăm năm hạnh phúc được không    | Ông Thắng                 | Nguyễn Mạnh Hà                        |                   |
| 2024 | Độc đạo                          | Lão Cừ                    | Phạm Gia Phương, Trần Trọng Khôi      |                   |
| 2025 | Có anh, nơi ấy bình yên          | Lão Thắng                 | Nguyễn Danh Dũng                      |                   |